# Хорейшо (Арканзас)
Хорейшо (англ. Horatio, Arkansas) — город, расположенный в округе Севир (штат Арканзас, США) с населением в 997 человек по статистическим данным переписи 2000 года.

## География
По данным Бюро переписи населения США город Хорейшо имеет общую площадь в 4,66 квадратных километров, водных ресурсов в черте населённого пункта не имеется.
Город Хорейшо расположен на высоте 123 метра над уровнем моря.

## Демография
По данным переписи населения 2000 года в Хорейшо проживало 997 человек, 265 семей, насчитывалось 377 домашних хозяйств и 423 жилых дома. Средняя плотность населения составляла около 212,1 человек на один квадратный километр. Расовый состав Хорейшо по данным переписи распределился следующим образом: 84,95 % белых, 2,71 % — чёрных или афроамериканцев, 1,81 % — коренных американцев, 0,20 % — азиатов, 1,81 % — представителей смешанных рас, 8,53 % — других народностей. Испаноговорящие составили 14,94 % от всех жителей города.
Из 377 домашних хозяйств в 38,2 % — воспитывали детей в возрасте до 18 лет, 52,3 % представляли собой совместно проживающие супружеские пары, в 13,3 % семей женщины проживали без мужей, 29,7 % не имели семей. 26,3 % от общего числа семей на момент переписи жили самостоятельно, при этом 15,4 % составили одинокие пожилые люди в возрасте 65 лет и старше. Средний размер домашнего хозяйства составил 2,64 человек, а средний размер семьи — 3,22 человек.
Население города по возрастному диапазону по данным переписи 2000 года распределилось следующим образом: 31,2 % — жители младше 18 лет, 6,7 % — между 18 и 24 годами, 28,1 % — от 25 до 44 лет, 18,3 % — от 45 до 64 лет и 15,7 % — в возрасте 65 лет и старше. Средний возраст жителей составил 34 года. На каждые 100 женщин в Хорейшо приходилось 89,2 мужчин, при этом на каждые сто женщин 18 лет и старше приходилось 84,4 мужчин также старше 18 лет.
Средний доход на одно домашнее хозяйство в городе составил 27 419 долларов США, а средний доход на одну семью — 31 000 долларов. При этом мужчины имели средний доход в 26 339 долларов США в год против 15 547 долларов среднегодового дохода у женщин. Доход на душу населения в городе составил 11 738 долларов в год. 12,6 % от всего числа семей в округе и 13,4 % от всей численности населения находилось на момент переписи населения за чертой бедности, при этом 16,6 % из них были моложе 18 лет и 22,1 % — в возрасте 65 лет и старше.